# Partnerstwo Transpacyficzne

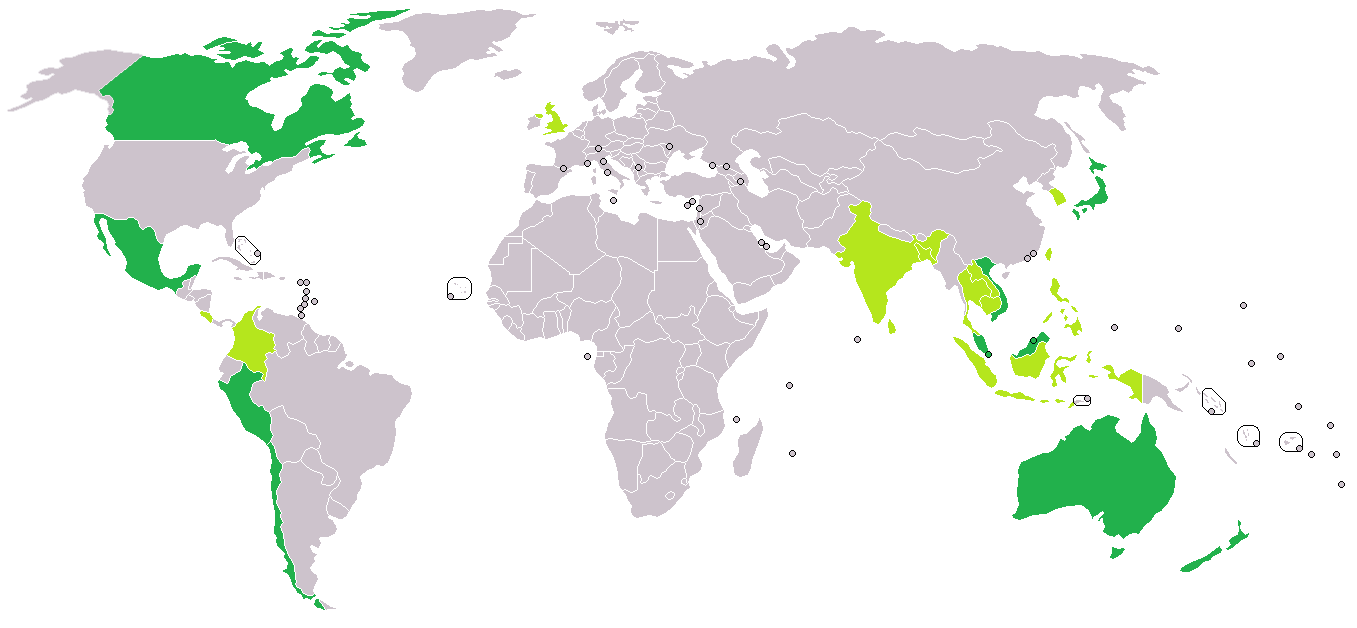
Potencjalni członkowie TPP

Partnerstwo Transpacyficzne (ang. Trans-Pacific Partnership, TPP) – wielostronna umowa regulująca zasady handlu, zawarta 5 października 2015 przez dwanaście krajów w całym regionie Azji i Pacyfiku (Australia, Brunei Darussalam, Kanada, Chile, Japonia, Malezja, Meksyk, Nowa Zelandia, Peru, Singapur, Stany Zjednoczone i Wietnam). Tego dnia umowę podpisali przedstawiciele krajów-sygnatariuszy. Obecnie umowa będzie zatwierdzana przez rządy poszczególnych państw. Podstawą jest zawarte w 2005 roku porozumienie o partnerstwie strategicznym Trans-Pacific (TPSEP lub P4). Kraje członkowskie określiły termin zakończenia negocjacji w 2012 r., ale sporne kwestie związane z rolnictwem, własnością intelektualną, a także usługami i inwestycjami spowodowały przedłużenie negocjacji. Zawarcie TPP było jednym z głównych celów strategii handlowej administracji Obamy oraz Shinzo Abe. 
Sygnatariusze umowy generują około 40% światowej wymiany handlowej. 
Oficjalnie TPP ma na celu intensyfikację handlu i ułatwienie inwestycji pomiędzy krajami partnerskimi TPP, promowanie innowacji, wzrostu gospodarczego i rozwoju oraz wspieranie tworzenia i utrzymania miejsc pracy.
Anty- i alterglobaliści, działacze na rzecz wolności Internetu, ekologiści, organizacje pracownicze i niektórzy urzędnicy krytykowali efekty negocjacji w dużej mierze ze względu na tajemnicę procesu negocjacji, ekspansywny zakres jej obowiązywania i zawartość kontrowersyjnych klauzul zawartych w projektach, które wyciekły i stały się znane publicznie.
26 marca 2015 został ujawniony przez Wikileaks rozdział umowy, który przewiduje, że ponadnarodowe korporacje będą miały prawo do pozywania rządów przed trybunał organizowany przez Bank Światowy lub ONZ w celu odzyskania "utraconych" (przyszłych) korzyści, których przyczyną jest działanie prawa stanowionego przez poszczególne kraje. Postawi to państwa słabe gospodarczo w sytuacji ubezwłasnowolnienia ekonomicznego, ponieważ ustawodawstwo lokalne, promujące gospodarkę (lokalną) będzie przeciwne zasadom TPP i skutkować będzie sankcjami ekonomicznymi.